# Miss International Queen
Miss International Queen® je největší a nevýznamnější světová mezinárodní soutěž krásy transgender žen.
Současnou Miss International Queen je Solange Dekker z Nizozemska.

## Historie
Soutěž byla založena v roce 2004 a koná se každoročně v Pattayi v Thajsku. Jedním z hlavních cílů soutěže je upozornění na problematiku LGBTQ a transgender, včetně diskriminace a rovnosti postavení těchto osob ve společnosti a na pracovním trhu. Veškerý výtěžek za televizní vysílací práva ze soutěže jde na podporu Thajské královské nadace boje proti AIDS.
Podle sociologických studií jsou transgender osoby a transsexuálové častými oběťmi sociální a politické diskriminace, či dokonce násilí. Soutěž Miss International Queen se snaží soutěžícím poskytout možnost soutěžit a předvést svůj talent a krásu v duchu hesla fair play a v LGBT přátelském prostředí.

### Zapojeníkathoeyů
Thajsko je známé pro svou vysokou míru sexuální turistiky, zejména pak právě město Pattaya. Organizátoři soutěže Miss International Queen se snaží ukázat transsexuálním ženám, že existují také další alternativy obživy. Khmerský výraz kathoey, často nazýváni anglickým výrazem ladyboy, nebo shemale, obvykle označuje transgender ženu nebo naopak muže chovajícího se velmi žensky. Přestože thajská společnost je v přijímání transgender lidí dalece tolerantnější, než většina zemí světa, je zdejší komunita LQBTQ+ stále stigmatizována. Kulturní a společenské normy stále určují, že zájmy, návyky, a záliby mají být v souladu s fyziologickým pohlavím. Proto i když jsou kathoeyové obecně společensky přijímáni, jsou "normální" muži, vykonávající obvykle ženskou práci, stále nahlíženi poněkud s despektem. V říjnu 1997 však byla v Thajsku schválena ústava, zaručující stejná práva a zacházení pro všechny, bez ohledu na rasu, pohlaví, sebeidentifikaci atd., což způsobilo postupnou proměnu amtofsféry thajské společnosti.

## Seznam vítězek
| Rok  | Stát                                                                                            | Vítěz                                                                                           | Národní titul                                                                                   | Místo                                                                                           | Finále                                                                                          |
| ---- | ----------------------------------------------------------------------------------------------- | ----------------------------------------------------------------------------------------------- | ----------------------------------------------------------------------------------------------- | ----------------------------------------------------------------------------------------------- | ----------------------------------------------------------------------------------------------- |
| 2023 | Nizozemsko                                                                                      | Solange Dekker                                                                                  | Miss International Queen Netherlands                                                            | Pattaya, Thajsko                                                                                | 22                                                                                              |
| 2022 | Filipíny                                                                                        | Fuschia Anne Ravena                                                                             | Miss International Queen Philippines                                                            | Pattaya, Thajsko                                                                                | 23                                                                                              |
| 2020 | Mexiko                                                                                          | Valentina Fluchaire                                                                             | Miss Trans Nacional México                                                                      | Pattaya, Thajsko                                                                                | 21                                                                                              |
| 2019 | USA                                                                                             | Jazell Barbie Royale                                                                            | Miss USA Continental                                                                            | Pattaya, Thajsko                                                                                | 20                                                                                              |
| 2018 | Vietnam                                                                                         | Nguyễn Hương Giang                                                                              | Miss International Queen Vietnam                                                                | Pattaya, Thajsko                                                                                | 28                                                                                              |
| 2017 | Thajsko                                                                                         | Jiratchaya Sirimongkolnawin                                                                     | Miss Tiffany's Universe                                                                         | Pattaya, Thajsko                                                                                | 28                                                                                              |
| 2016 | *Soutěž se nekonala kvůli státnímu smutku za zesnulého thajského krále Pchúmipchona Adunjadéta* | *Soutěž se nekonala kvůli státnímu smutku za zesnulého thajského krále Pchúmipchona Adunjadéta* | *Soutěž se nekonala kvůli státnímu smutku za zesnulého thajského krále Pchúmipchona Adunjadéta* | *Soutěž se nekonala kvůli státnímu smutku za zesnulého thajského krále Pchúmipchona Adunjadéta* | *Soutěž se nekonala kvůli státnímu smutku za zesnulého thajského krále Pchúmipchona Adunjadéta* |
| 2015 | Filipíny                                                                                        | Trixie Maristela                                                                                | Miss Gay Manila                                                                                 | Pattaya, Thajsko                                                                                | 26                                                                                              |
| 2014 | Venezuela                                                                                       | Isabella Santiago                                                                               | Miss Gay Venezuela                                                                              | Pattaya, Thajsko                                                                                | 22                                                                                              |
| 2013 | Brazílie                                                                                        | Marcela Ohio                                                                                    | Miss T Brasil                                                                                   | Pattaya, Thajsko                                                                                | 25                                                                                              |
| 2012 | Filipíny                                                                                        | Kevin Balot                                                                                     | Miss Philippines (Transgender)                                                                  | Pattaya, Thajsko                                                                                | 25                                                                                              |
| 2011 | Thajsko                                                                                         | Sirapassorn Atthayakorn                                                                         | Miss Tiffany's Universe                                                                         | Pattaya, Thajsko                                                                                | 22                                                                                              |
| 2010 | Jižní Korea                                                                                     | Mini Han                                                                                        | Miss Korea Transgender                                                                          | Pattaya, Thajsko                                                                                | 20                                                                                              |
| 2009 | Japonsko                                                                                        | Ai Haruna                                                                                       | Miss International Queen Japan                                                                  | Pattaya, Thajsko                                                                                | 18                                                                                              |
| 2008 | * Soutěž se nekonala kvůli politickým nepokojům v Thajsku *                                     | * Soutěž se nekonala kvůli politickým nepokojům v Thajsku *                                     | * Soutěž se nekonala kvůli politickým nepokojům v Thajsku *                                     | * Soutěž se nekonala kvůli politickým nepokojům v Thajsku *                                     | * Soutěž se nekonala kvůli politickým nepokojům v Thajsku *                                     |
| 2007 | Thajsko                                                                                         | Tanyarat Jirapatpakon                                                                           | Miss Tiffany's Universe                                                                         | Pattaya, Thajsko                                                                                | 24                                                                                              |
| 2006 | Mexiko                                                                                          | Erica Andrews†                                                                                  | Miss USA Continental                                                                            | Pattaya, Thajsko                                                                                | 23                                                                                              |
| 2005 | USA                                                                                             | Mimi Marks                                                                                      | Miss USA Continental                                                                            | Pattaya, Thajsko                                                                                | 23                                                                                              |
| 2004 | Thajsko                                                                                         | Treechada Petcharat Marnyaporn                                                                  | Miss Tiffany's Universe                                                                         | Pattaya, Thajsko                                                                                | 22                                                                                              |

### Země podle počtu vítězství
| Stát/území  | Tituly | Vítěz v letech         |
| ----------- | ------ | ---------------------- |
| Thajsko     | 4      | 2004, 2007, 2011, 2017 |
| Filipíny    | 3      | 2012, 2015, 2022       |
| Mexiko      | 2      | 2006, 2020             |
| USA         | 2      | 2005, 2019             |
| Nizozemsko  | 1      | 2023                   |
| Vietnam     | 1      | 2018                   |
| Venezuela   | 1      | 2014                   |
| Brazílie    | 1      | 2013                   |
| Jižní Korea | 1      | 2010                   |
| Japonsko    | 1      | 2009                   |
|             | 1      |                        |